# История Невады
В статье описываются основные исторические события, произошедшие на территории американского штата Невада.

## XIX век
В 1850 году, после окончания американо-мексиканской войны, Конгресс США принял решение о создании Территории Юта, в состав которой входила территория штатов Юта и Невада.  Первые постоянные поселения были созданы в Неваде мормонами в начале пятидесятых годов XIX века.
В 1858 году был основан Карсон-Сити, будущая столица штата.
1859 год ознаменовался открытием богатого месторождения серебра и золота в районе жилы Комсток и началом бурного роста Вирджинии-Сити за счёт притока шахтёров, золотоискателей, торговцев и других надеющихся быстро разбогатеть переселенцев.
2 марта 1861 года Невада отделилась от территории Юта и обрела собственное имя, сокращённое от Сьерра-Невада. 31 октября 1864 года Невада стала 36-м штатом США. Невады, основанная на добыче полезных ископаемых, была тесно связана с более промышленно развитым Союзом, что политически оправдывало принятие Невады в состав США. 5 мая 1866 года в состав Невады вошла часть округа Пайют (англ. Pah-Ute County) восточнее реки Колорадо, принадлежавшего в то время Территории Аризона. И с тех пор граница штата не менялась. В 1869 году строительство первой трансконтинентальной железной дороги, проходившей через Неваду было завершено. В том же году было принято решение о строительстве Капитолия в Карсон-Сити. Строительство Капитолия началось 21 апреля 1870 год, а завершилось 1 мая 1871 года.
В 1868 году был основан город Рино (ныне четвёртый город Невады по количеству жителей). Город назван в честь героя американской гражданской войны Джессе Ли Рено. В том же году был основан город Элко.
В 1874 году был основан университет Невады.

## XX век
В 1904 году был основан Спаркс и 15 марта 1905 года получил статус города.
В 1905 году был основан город Лас-Вегас (ныне самый большой и известный город штата).
В 1909 году в рамках общенациональной антиигорной кампании игорные заведения в ранних шахтёрских городках Невады были объявлены вне закона. Невада вернула законность игорному бизнесу в 1931 году, в частности из-за резкого снижения горной добычи в 1920-х годах и упадка в сельскохозяйственном секторе во время Великой депрессии. Около сорока лет Невада была единственным штатом США, где азартные игры были легальными.
В 1929 году в городе Рино началось строительство здания кафедральной церкви епископальной епархии Невады.
В 1931-1936 годах по границе штатов Невада и Аризона, на реке Колорадо была построена плотина Гувера - уникальное гидротехническое сооружение. Первый бетон был залит в основание плотины 6 июня 1933 года. Названа в честь Герберта Гувера, 31-го президента США, сыгравшего важную роль в её строительстве. Плотина Гувера на момент завершения её строительства стала самым массивным искусственным сооружением на земле, превышающим массу кладки Пирамид Гизы. Конгресс США 14 февраля 1931 года утвердил официальное название «плотина Гувера». В 1932 году Гувер проиграл выборы. Сразу же администрация США инициировала переименование дамбы в «плотину Боулдер». В 1947 году калифорнийский конгрессмен Джек Андерсон представил проект решения о возвращении плотине имени Гувера. 30 апреля соответствующий законопроект, одобренный Сенатом, был подписан президентом.
В 1941 году был основан город Хендерсон (второй по величине город в штате Невада). В 1947 году Департамент Военного имущества США фактически выставил город на продажу в качестве неиспользуемого имущества. Через несколько дней после визита законодателями единогласно был одобрен законопроект, предоставлявший право приватизировать заводы на территории города. 16 апреля 1953 года с помощью усилий местных властей и бизнеса Хендерсон получил статус города.
В 1946 годы был основан город Норт-Лас-Вегас (четвёртый по численности населения город в Неваде).
В начале 50-х годов XX века на территории трех с половиной тысяч квадратных километров к северо-западу от Лас-Вегаса был создан полигон. 27 января 1951 года здесь были проведены первые испытания ядерного оружия. Был взорван заряд мощностью около 0,5 килотонны в тротиловом эквиваленте. 6 июля 1962 года в результате термоядерного взрыва был создан кратер Седан (результат смещения 11 млн тонн земли). 17 июля 1962 года здесь был проведен последний ядерный взрыв в атмосфере, а 23 сентября 1992 года - подземный. Всего на полигоне было взорвано 928 ядерных зарядов, больше, чем где бы то ни было в другом месте США. Полигон был закрыт в 1992 году после подписания Международного договора о запрещении ядерных взрывов «на земле, в воздухе и на море».
Конец XX-начало XXI века стали периодом развития туристической отрасли и отельного бизнеса в Неваде.

## XXI век
19 октября 2010 года рядом с плотиной Гувера был открыт Мемориальный мост Майка О’Каллагана — Пэта Тиллмана, который существенно увеличил пропускную способность шоссе 93.